# María Dolores Frutos Balibrea
María Dolores (Lola) Frutos Balibrea, socióloga española. Doctora de sociología por la Universidad de Murcia. Licenciada en Ciencias Políticas y Sociología y en Historia Moderna y Contemporánea por la Universidad Complutense de Madrid. Ejerce como profesora titular en la Universidad de Murcia, en el departamento de Sociología (Facultad de Economía y Empresa) y ha estado dos cursos en Comisión de Servicio como profesora titular de Universidad en la Universidad Complutense de Madrid en el departamento Sociología VI (Facultad de Educación). Es además Presidenta de la Asociación Murciana de Sociología y Ciencia Política. Como investigadora destacan sus estudios relacionados con la desigualdad y exclusión social, especialmente la desigualdad entre mujeres y hombres en el campo de la educación, el trabajo y la participación política; considerando siempre los aspectos de la edad, la inmigración y el origen social.

## Biografía
Nace en Murcia, donde inicia sus estudios en la UMU.
A los 22 años marcha a Madrid. Allí se licencia en Historia Moderna y Contemporánea en la UCM. Posteriormente, también obtiene la licenciatura de Ciencias Políticas y Sociología en esa misma universidad, mientras ejerce como profesora de Enseñanza Secundaria.
Obtuvo la plaza de Titular en Enseñanza Media en la Comunidad de Madrid, donde ejerció como profesora al tiempo que realizaba los cursos de Doctorado en la UCM. Vivió 20 años en Madrid y regresó a  Murcia, contratada por la UMU.
Su tesis doctoral versó sobre "El acceso de las mujeres a la educación y al empleo en la Región de Murcia", con la que obtuvo el Grado de Doctora en Sociología por la UMU. Gracias a esta tesis, le fue concedido el  Premio Extraordinario de Doctorado en Sociología por la Facultad de Economía y Empresa.
Introdujo la especialidad de Sociología de Género como campo de investigación y de docencia en su departamento.
Fue coordinadora del Centro de Estudios sobre la Mujer (CEUMU) en la Universidad de Murcia, asociación precedente del Siegum.
Ha sido Coordinadora del Doctorado Sociedad, Desarrollo y Relaciones Laborales.
Durante dos cursos, desde  2014 al 2016, vuelve a Madrid, donde imparte docencia y realiza investigación  en Comisión de Servicio en la Facultad de Educación. Nuevamente regresa a la Universidad de Murcia para iniciar allí el curso 2016-17.

## Trayectoria académica, docente e investigadora
Su labor docente en la UMU como profesora en el Dpto. de Sociología y en la UCM en Sociología VI ha estado orientada hacia asignaturas relacionadas con la Desigualdad de Género y Estructura Social en las titulaciones de Sociología, Trabajo Social, Educación Social, Magisterio, Ciencias del Trabajo, Relaciones Laborales y en Masters de  Sociología Aplicada, Educación Social, Género e Igualdad, Salud en Femenino y Desarrollo Económico y Relaciones Internacionales.
Las asignaturas que ha impartido en estas titulaciones han sido: Estructura Social, Sociología de la Educación, Relaciones Sociales de Género y Trabajo, Sociología de Género, Procesos Sociales y Cambio Social.
Ha dirigido trabajos de fin Grado, Máster y Tesis doctorales, tanto en la Universidad de Murcia como en la Complutense.
Ha coordinado, como Investigadora responsable, el grupo de investigación RetyDes (Reestructuración Territorial y Desigualdad Social) en el Dpto. de Sociología y el Doctorado Sociedad, Desarrollo y Relaciones Laborales de la UMU.

### Organizaciones profesionales y académicas
Vicepresidenta y posteriormente Presidenta de la Asociación de Sociología de la Educación (ASE), institución científica y profesional miembro de la Federación Española de Sociología (FES).
Miembro del comité ejecutivo de la FES en los puestos de Vocal (2001-2004) y Secretaria (2004-2007).
Presidenta de la Asociación Murciana de Sociología y Ciencia Política (Asociación territorial de la FES).
Miembro del equipo organizador del Congreso Español de Sociología y de las diferentes mesas plenarias de las Conferencias de Sociología de la Educación (ASE) y del Congreso Europeo organizado por la Asociación Europea de Sociología y la FES en la Universidad de Murcia en el año 2003.

## Áreas de Estudio y publicaciones
Sus investigaciones y las publicaciones de ellas derivadas se centran en diversos aspectos, en los que analiza de forma transversal la perspectiva de género desde una mirada local –Región de Murcia- y global (España y países latinoamericanos principalmente), que podemos agrupar en: 

### Empleo
- Proceso de inserción laboral de los jóvenes en la Región de Murcia, CES.[14]
- El empleo visible de las mujeres en la Región de Murcia (Un análisis sociológico). CES[15]
- “Hombres y mujeres en el Mercado de Trabajo de la Región de Murcia: situación y cualificación” en Estructura y cambio social en la Región de Murcia (Volumen I.II.), Editum.[16]
- “Mercado de trabajo, formación y sistema de género” en Formación y cultura empresarial en la empresa española, Civitas.[17]
- “Nuevos escenarios del mercado laboral desde una perspectiva de género” en Viejas sociedades, nueva sociología, CIS.[18]

### Educación
- El acceso de las mujeres a la educación en la Región de Murcia, Editum[19]
- “Educación y cambio en la España autonómica: transición al mercado de trabajo de los jóvenes” en El cambio social en España: visiones y retos de futuro, Centro de Estudios Andaluces.[20]
- “Educación en prisión: justicia o asistencia social” y “El trabajo en prisión: observando las desigualdades de género” en Condenadas desigualdad. Sistema de indicadores de discriminación penitenciaria. Icaria[21][22]
- “Sistema de Enseñanza y empleo. La inserción laboral de los titulados. Los ingresos de los titulados” en España 2015. Situación actual. CIS.

### Política
- “Las mujeres y la política: diferencias de género en España” en Cuestiones actuales de sociología del género. CIS[23]
- “Mujeres, hombres y participación política. Buscando las diferencias” en Revista Española de Investigaciones sociológicas.[24]

### Análisis socioeconómico de la realidad
- “Mujeres directivas y empresarias: ¿Trasformando la cultura empresarial?” en Hacia una nueva empresa, Amaru.
- Situación socio-laboral de mujeres y hombres en la Región de Murcia y en España: una relación asimétrica, CES.[25]
- “Teorías socioeconómicas sobre el trabajo de las mujeres” en Los afanes y los días. Universidad Autónoma de Baja California Sur.
- “Trabajo y familia, ¿conciliación o conflicto?” en Diálogos en la cultura de la paridad. Reflexiones sobre feminismo, socialización y poder. Universidad de Santiago de Compostela.[26]
- “Trayectorias académicas y profesionales de mujeres y hombres en España en un contexto de cambio” en Entre Reflexöes e práticas Feministas, REDOR, UFPE,CNPQ (Brasil).

Colectivos en exclusión social
- “Flujos migratorios y mercado de trabajo: el caso de España” en Cooperación internacional y desarrollo sostenible en un mundo en crisis, AECID, BUAP y Editum
- “Desigualdad, pobreza y exclusión social: aproximación comparativa entre la Región de Murcia y España” en Quaderns de Ciències Socials[27].
- “Desigualdad intergeneracional en el rendimiento de los Títulos en el Mercado de trabajo", en RASE.[28]
- “El trabajo en prisión ¿Reproduce las desigualdades de género de la estructura ocupacional exterior?” en Revista de Sociología del Trabajo.[29]
- “Estructura ocupacional de la población inmigrante“ en Mediterráneo migrante: tres décadas de flujo migratorio, Editum.[30]

Ambiente
- “Agua: La construcción discursiva de un conflicto” en dtsa[31]

También destacan sus publicaciones, en colectivo o sola, en numerosas revistas especializadas el ámbito sociológico como Revista Española de Investigaciones Sociológicas (REIS), “Hacia una metodología para el análisis de las trayectorias académicas del alumnado universitario; el caso de las carreras de ciclo en la Universidad de Murcia”; Praxis Sociológica; REDSI, “La construcción sexuada de la cualificación, eje de la desigualdad entre hombres y mujeres en el mercado de trabajo en España”; Revista de la Asociación de Sociología de la Educación (RASE), “Identidad del profesorado de secundaria en torno al abandono escolar y elección del alumnado en contextos autonómicos distintos”, “Desigualdad intergeneracional en el rendimiento de los Títulos en el Mercado de trabajo”, Revista Española de Sociología, “Efectos de la Ley de Dependencia en las relaciones de cuidados de larga duración en el municipio de Murcia. Un estudio de caso”; y Revista de Sociología del Trabajo, “El trabajo en prisión ¿Reproduce las desigualdades de género de la estructura ocupacional exterior?”.